# Supercoupe de république démocratique du Congo de football
La Supercoupe de république démocratique du Congo de football est une compétition de football opposant le champion de république démocratique du Congo au vainqueur de la coupe de république démocratique du Congo.

## Histoire
En 1984, fut la première édition de cette compétition et elle a réunie le vainqueur de la Coupe du Congo et celui du Challenge Papa Kalala et celui de 1987 également. Celui de 1994 et 1995 a réunie le vainqueur de la Coupe du Congo et celui de la Coupe de l'indépendance. depuis 2002, elle oppose le vainqueur de la Linafoot et celui de la Coupe.
Depuis des années cette compétition ne se joue plus.

## Palmarès
| Année                        | Vainqueur            | Résultat            | Finaliste               |
| ---------------------------- | -------------------- | ------------------- | ----------------------- |
| 1984                         | CS Imana             |                     | AS Bilima               |
| 1987                         | DC Motema Pembe      | 1-0                 | AS Kalamu               |
| 1994                         | DC Motema Pembe      | 3-0                 | AS Vita Club            |
| 1995                         | AS Bantous           |                     | AC Sodigraf             |
| 2002                         | FC Saint Éloi Lupopo |                     | US Kenya                |
| 2003                         | DC Motema Pembe      | forfait             | AS Vita Club            |
| 2004                         | CS Cilu              | 1-1 6-5 tirs au but | DC Motema Pembe         |
| 2005                         | DC Motema Pembe      | 2-1                 | AS Vita Kabasha         |
| Non jouée entre 2006 et 2012 |                      |                     |                         |
| 2013,                        | TP Mazembe           | 7-0                 | MK Étanchéité           |
| 2014                         | TP Mazembe           | 3-0                 | MK Étanchéité           |
| 2015                         | AS Vita Club         | 3-0                 | FC Saint Éloi Lupopo    |
| 2016                         | TP Mazembe           | 3-1                 | FC Renaissance du Congo |
| Non jouée entre 2017 et 2024 |                      |                     |                         |